# 拉韦吕讷 (阿尔代什省)
拉韦吕讷（法語：Laveyrune，法語發音：[laveʁyn]）是法国阿尔代什省的一个市镇，属于拉让蒂耶尔区。

## 地理
拉韦吕讷（44°37'55"N, 3°53'43"E）面积13.44 平方千米，位于法国奥弗涅-罗讷-阿尔卑斯大区阿尔代什省，该省份为法国东南部内陆省份，北起顺时针与卢瓦尔省、伊泽尔省、德龙省、沃克吕兹省、加尔省、洛泽尔省和上盧瓦爾省接壤。
与拉韦吕讷接壤的市镇（或旧市镇、城区）包括：圣艾蒂安-德吕格达雷斯、皮洛朗堡、吕克、圣洛朗莱班-拉瓦勒多雷勒。

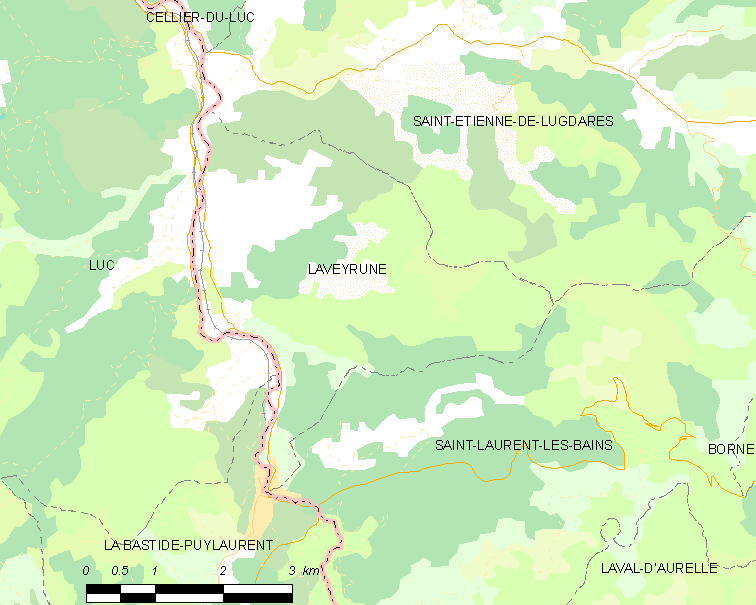
的OSM定位图

拉韦吕讷的时区为UTC+01:00、UTC+02:00（夏令时）。

## 行政
拉韦吕讷的邮政编码为48250，INSEE市镇编码为07136。

## 政治
拉韦吕讷所属的省级选区为上阿尔代什县。

## 人口

1962-2008年间人口变化图示

拉韦吕讷于2022年1月1日时的人口数量为109人。